# Triple XXX
Triple XXX est un groupe de hip-hop espagnol, originaire de Malaga, en Andalousie. Il est formé par MCs Spanish Fly et Gordo Master. À la fin 2005, le groupe se sépare pour des carrières en solo, Gordo Master commence avec Mi puerta. Le groupe se reforme en 2009. En juin 2011, une nouvelle séparation du groupe est annoncée à la grande déception du public.

## Biographie
Triple XXX[pourquoi ?] est formé en 2001, ou 2000 selon les sources, à Malaga, en Andalousie, par Spanish Fly et Gordo Master, anciens membres de Nazión Sur. En 2001, le groupe publie son premier album studio, De la kalle vengo, qui est précédée d'une démo indépendante, simplement intitulée Maketa 2001. Il est suivi par un deuxième album studio, Sobran palabras, en 2002. En 2004 sort leur troisième album studio en date, Primera clase. Cet album, le dernier avant leur première séparation, est noté par la presse spécialisée,,. À la fin 2005, le groupe se sépare, les membres souhaitant s'occuper de leurs carrières en solo, Gordo Master commençant avec Mi puerta.
Le groupe se reforme en 2009 et publie l'album 4 Life en 2010. Le 6 juin 2011, une nouvelle séparation du groupe est annoncée à la grande déception du public.

## Discographie
- 2001 : Maketa 2001 (démo)
- 2001 : De la kalle vengo
- 2002 : Sobran palabras
- 2003 : Barro y fuego (maxi single)
- 2004 : Primera clase
- 201 : 4 Life